# Catherine de Courtenay
Catherine de Courtenay, née le 25 novembre 1274 et morte le 11 octobre 1307, est une impératrice titulaire de Constantinople de 1283 à 1307.

## Biographie

### Jeunesse
Fille de Philippe Ier de Courtenay et de Béatrice de Sicile, elle grandit à la cour de Charles Ier d'Anjou, roi de Sicile. Après la mort de son père le 15 décembre 1283, puis celle de Charles d'Anjou en 1285, elle suit Marguerite de Bourgogne-Tonnerre, la veuve de Charles d'Anjou, qui se retire à Tonnerre. À la mort de son père, elle est reconnue comme impératrice de Constantinople, malgré la reprise de la ville par l'empire de Nicée en 1261.
En 1294, elle se rend à la cour de Philippe IV le Bel à qui elle prêta hommage pour les terres qu'elle possédait en France.
Catherine fut fiancée à trois hommes qu'elle n'épousa finalement pas, dont Jacques de Majorque.

### Mariage
Veuf, Charles de France, frère du roi (1270 † 1325) cherche une nouvelle épouse et trouve un excellent parti en la personne de Catherine, princesse pauvrement dotée mais héritière en titre de l'Empire latin de Constantinople en tant que petite-fille du dernier empereur latin Baudouin II de Courtenay. Certes l'empire a disparu, mais les prétentions de Charles peuvent servir à justifier des expéditions en Méditerranée orientale. L'affaire se conclut rapidement entre Charles et les Courtenay, à l'avantage des deux partis. Toutefois, le comte a besoin, pour se remarier, de dispenses pontificales que le pape Boniface VIII va marchander.
Le mariage a lieu entre le 28 janvier et le 8 février 1300. De leur union naissent :
- Jean (1302-1308) ;
- Catherine (1303-1346), impératrice titulaire de Constantinople, mariée à Philippe Ier de Tarente ;
- Jeanne (1304-1363), mariée à Robert III d'Artois ;
- Isabelle (1306-1349), abbesse de Fontevraud.

Catherine est décédée à Saint Ouen, inhumée le 12 octobre au Couvent des Jacobins en présence du roi Philippe le Bel. Elle est enterrée à l'abbaye de Maubuisson puis déplacée à la basilique Saint Denis. Jacques de Molay, maitre de l'ordre du Temple portera son cercueil lors de son inhumation et sera arrêté le lendemain.